# Aleksandar Đorđević
Aleksandar "Saša" Đorđević ou Sale Đorđević (cirílico sérvio: Александар Саша Ђорђевић; nascido em 26 de agosto de 1967) é um ex-jogador e treinador sérvio de basquete profissional. Ele atualmente atua como treinador do Virtus Bologna, da Serie A italiana, e da seleção sérvia.
Durante sua carreira como jogador, ele jogou em 108 jogos com a Seleção Jugoslava. Em 1995, Đorđević recebeu o prêmio Golden Badge como o Melhor Atleta da Iugoslávia e o Comitê Olímpico Iugoslavo o declarou o Esportista do Ano.

## Carreira como jogador

### Clubes
Profissionalmente, Đorđević jogou no: Partizan (1983-1992), Olimpia Milão (1992-1994), Fortitudo Bologna (1994-1996), Portland Trail Blazers (Setembro-Dezembro de 1996, 8 jogos, 25 pontos), FC Barcelona (janeiro de 1997 - 1999), Real Madrid (1999-2002), Scavolini Pesaro (2003-2005) e Olimpia Milão (fevereiro-junho de 2005).
Ele é mais lembrado por sua cesta da vitória na Final da Euroliga de 1991–92 enquanto jogava no Partizan contra o Montigalà Joventut.
Đorđević se aposentou dem 3 de julho de 2005, depois de um jogo de exibição, em frente à torcida local em Belgrado, na qual muitos de seus ex-companheiros de equipe e oponentes ferozes participaram.

### Seleção Nacional
No EuroBasket de 1995, Đorđević fez um dos melhores desempenhos individuais de todos os tempos, na final contra a Lituânia. Ele marcou 41 pontos acertando 9 de 12 arremessos de três pontos. Đorđević também é lembrado por sua atuação contra a Croácia no EuroBasket de 1997.

## Carreira como treinador
Em 25 de janeiro de 2006, Đorđević foi nomeado treinador da sua antiga equipe, Olimpia Milão, cargo que ele deixou no final da temporada de 2006-07. Na temporada 2de 011-12, ele foi o treinador do Benetton Treviso.

### Seleção da Sérvia (2013 – presente)
Em novembro de 2013, Đorđević foi nomeado treinador principal da Seleção Sérvia. Ele conquistou a medalha de prata na Campeonato Mundial de Basquetebol Masculino de 2014. Em junho de 2015, ele assinou uma extensão de contrato para ser o treinador até 2019.
Seu segundo grande torneio foi o EuroBasket de 2015. Na primeira fase do torneio, a Sérvia dominou o grupo B com um recorde de 5-0 e eliminou a Finlândia e a República Tcheca no Top 16 e nas quartas de final, respectivamente. No entanto, a Sérvia perdeu na semifinal para a Lituânia por 67-64, e acabou perdendo para a equipe anfitriã, a França, na disputa pela medalha de bronze, por 81-68.
Em 21 de agosto de 2016, sua equipe conquistou a medalha de prata nos Jogos Olímpicos de 2016.
No EuroBasket de 2017, a Sérvia conquistou a medalha de prata, depois de perder na final para a Eslovênia.

### Panathinaikos (2015–2016)
Em 20 de junho de 2015, Đorđević assinou um contrato de dois anos para ser o treinador da equipe grega Panathinaikos. Em 20 de abril de 2016, o Panathinaikos anunciou o término do contrato de Đorđević.

### Bayern de Munique (2016-2018)
No dia 1 de agosto de 2016, Đorđević assinou um contrato de dois anos com a equipe alemã Bayern de Munique. Nas competições europeias, o Bayern de Munique participou da Euroli, onde foi eliminados nas quartas de final pelo Unicaja. O Bayern de Munique terminou a temporada regular da Bundesliga em 3º lugar com um recorde de 28-4 e foi eliminado mais tarde pelo Brose Bamberg nas semifinais. Além disso, o Bayern terminou como vice-campeão da BBL-Pokal Cup pela segunda temporada consecutiva depois de perder para o Brose Bamberg por 74-71.
O Bayern de Munique começou a temporada de 2017-18 de forma dominante, liderando a tabela. Em fevereiro de 2018, eles venceram a Taça BBL-Pokal depois de uma vitória por 80-75 sobre o Alba Berlin, levantando assim o troféu pela primeira vez após 50 anos.
Em 29 de março de 2018, Đorđević foi demitido após a eliminação na semifinal do Euroliga. Poucos dias após a demissão, Đorđević qualificou a demissão como um "insulto ao bom senso", especialmente porque a temporada 2017-18 foi uma das mais bem sucedidas da história da equipe. Ele também acrescentou que aparentemente houve um desentendimento entre a gerência da equipe e sua comissão técnica.

### Virtus Bologna (2019–presente)
Em 11 de março de 2019, Đorđević assinou com o Virtus Bologna da Lega Basket Serie A. Em sua estreia no Virtus Bologna, em 13 de março, Đorđević levou a equipe à vitória por 81-58 sobre o Le Mans Sarthe. Eles venceram a segunda mão e avançou para ao Final Four da Liga dos Campeões da FIBA de 2019, em Antuérpia, que eles foram campeões derrotando o Iberostar Tenerife por 73-61. O UCL foi o quinto título europeu na história da equipe e o primeiro após dez anos.

## Vida pessoal
Seu pai, Bratislav Đorđević, foi um jogador de basquete profissional e depois treinador de muitas equipes européias.
Đorđević é um dos Embaixadores Nacionais da UNICEF na Sérvia, juntamente com Emir Kusturica, Ana Ivanovic e Jelena Janković, um dos fundadores da organização humanitária Group Seven e o presidente da Maratona de Belgrado. Đorđević também trabalhou como comentarista esportivo para a TV EuroLeague.

## Títulos

### Títulos internacionais com a Seleção
- - 1 medalha de prata nos Jogos Olímpicos de Atlanta 1996.
  - 1 medalha de ouro no Copa do Mundo FIBA na Grécia em 1998.
  - 3 medalhas de ouro no EuroBasket de Roma 1991, Atenas 1995 e Barcelona 1997.
  - 1 medalha de bronze no EuroBasket de Atenas 1987.
  - 1 medalha de ouro no Campeonato Mundial  Junior em Bormio em 1987.
  - 1 medalha de ouro no Eurobasket Junior de Gmunden em 1986.
  - 1 medalha de ouro no Eurobasket Juvenil de Ruse em 1985.

### Títulos internacionais de clube
- 1 Euroliga: 1991-1992, com o Partizan Belgrado.

-   - 1 vez vice-campeão da Euroliga: 1996-1997, com o FC Barcelona.

- 3 Copa Korac: 1988-1989 (Partizan Belgrado), 1992-1993 (Phillips Milan] e 1998-1999 ( FC Barcelona).

### Títulos nacionais de clube
- Na Espanha:
  - 3 Ligas ACB: 1996-1997 e 1998-1999 com o FC Barcelona, e 1999-2000 com o Real Madri.

- - 1 vez vice-campeão da Liga ACB: 2000-2001, com o Real Madri.
  - 1 vez vice-campeão da Copa do Rei de Basquete: 2000-2001, com o Real Madri.
- Na Jugoslávia:
  - 3 Ligas da Iugoslávia: 1986-1987, 1990-1991 e 1991-1992, com o Partizan Belgrado.
  - 2 Copas da Iugoslávia: 1988-1989 e 1991-1992, com o Partizan Belgrado.

### Premiações individuais
- Eleito "Melhor Jogador" do Eurobasket 1997 de Barcelona.
- Ganhador do concurso de triplos do "ULEB All Star" em Valência em 1994.
- Ganhador do concurso de triplos do "FIBA All Star" de Tel Aviv em 1997.